# Begnins
Begnins est une commune suisse du canton de Vaud, située dans le district de Nyon et faisant partie de la zone viticole de La Côte vaudoise.

## Géographie

Vue aérienne (1964).

## Histoire
La famille noble de Begnins est mentionné pour la première fois en 1145. Le territoire est alors partagé entre les seigneurs de Menthon et Rochefort, Cottens, Serraux-Dessus et de Martheray, dont on voit encore les châteaux aux alentours immédiats du village. Le territoire est rattaché au bailliage de Nyon pendant l'occupation bernoise.

## Population

### Gentilé et surnom
Les habitants de la commune se nomment les Begninois.
Ils sont surnommés les Ronge-Brebis.

### Démographie
Évolution de la population :

## Patrimoine bâti
L'église Notre-Dame (XIIIe siècle), est affectée au culte protestant réformé.
La chapelle catholique romaine Saint-Michel a été construite en 1969-1970.
Le village compte quatre châteaux, à savoir ceux du Martheray, de Rochefort, de Menton et de Cottens.

## Tourisme
- Le sentier des Toblerones suit la ligne des Toblerones, une ligne de fortifications datant de la Seconde Guerre mondiale.

## Sociétés locales
- Ski-club des jeunes de Begnins
- Société de Jeunesse
- Fanfare La Lyre
- Association des Intérêts de Begnins ADIB
- Union des Sociétés Locales de Begnins USLB
- Football Club Genolier-Begnins
- Unihockey Club Begnins
- Jval Open Air Club

## Personnalités
- Jean-Luc Godard et Anne Wiazemsky se sont mariés à Begnins le 21 juillet 1967[7].